# Biélorussie aux Jeux olympiques d'été de 1996
Cet article contient des informations sur la participation et les résultats de la Biélorussie aux Jeux olympiques d'été de 1996, qui ont eu lieu à Atlanta en États-Unis. Il s'agit de la première participation du pays aux Jeux olympiques d'hiver en tant que nation indépendante. Auparavant, les athlètes biélorusses ont fait partie de l'Équipe unifiée aux Jeux olympiques d'été de 1992.

## Médaillés

### Or
- Ekaterina Karsten : aviron, skiff femmes

### Argent
- Vladimir Dubrovshchik : athlétisme, lancer du disque hommes
- Natalya Sazanovich : athlétisme, heptathlon femmes
- Igor Basinski : tir, pistolet 50 m
- Aleksandr Pavlov : lutte, lutte gréco-romaine (- de 48 kg)
- Sergey Lishtvan  : lutte, lutte gréco-romaine (- de 100 kg)
- Aleksey Medvedev : lutte, lutte libre (+ de 100 kg)

### Bronze
- Vasiliy Kaptyukh : athlétisme, lancer du disque hommes
- Ellina Zvereva : athlétisme, lancer du disque femmes
- Vitaly Scherbo : gymnastique, concours général individuel hommes
- Vitaly Scherbo : gymnastique, barres parallèles hommes
- Vitaly Scherbo : gymnastique, saut hommes
- Yelena Mikulich, Marina Znak, Natalya Volchek, Natalia Stasyuk, Tamara Davydenko, Valentina Skrabatun, Nataliya Lavrinenko, Yaroslava Pavlovich, et Aleksandra Pankina : aviron, huit avec barreur femmes (en 2000, Stasyuk et Lavrinenko sont bannis à vie de l'aviron à cause de l'utilisation de stéroïdes.)
- Valery Tsilent : lutte, lutte gréco-romaine (82 kg)

## Résultats par épreuve

### Tir à l'arc
Pour sa première participation, la Biélorussie est représentée par deux femmes. Leur score combiné est de 4-2 avec Olga Yakusheva qui arrive aux quarts de finale avant d'être battue.
Individuel femmes: 
- Olga Yakusheva : quart de finale, 5e place (3-1)
- Olga Zabugina : 16e de finale, 31e place (1-1)

### Athlétisme
| Décathlon hommes - Eduard Hämäläinen - Résultat final : 8 613 points (→ 5e place) Saut à la perche hommes - Dmitriy Markov - Qualification : 5,60 m - Finale : 5,86m (→ 6e place) Lancer du marteau hommes - Igor Astapkovich - Qualification : 78,52 m - Finale : 78,20 m (→ 7e place) - Sergey Alay - Qualification : 75,10m - Finale : 77,38m (→ 8e place) - Aleksandr Krasko - Qualification : 73,74 m (→ non qualifié) Lancer du poids hommes - Dzimitry Hancharuk - Qualification : 19,57 m - Finale : 19n79m (→ 9e place) - Viktor Bulat - Qualification : 17,29m (→ non qualifié) Lancer du disque hommes - Vladimir Dubrovshchik - Qualification : 63,22 m - Final : 66,60 m (→ Médaille d'argent) - Vasiliy Kaptyukh - Qualification : 62,22 m - Finale : 65,80 m (→ Médaille de bronze) 20 km marche hommes - Yevgeniy Misyulya : 1 h 21 min 16 (→ 9e place) - Mikhail Khmelnitskiy : 1 h 22 min 17 (→ 12e place) 50 km marche hommes - Viktor Ginko : 3 h 45 min 27 (→ 5e place) - Yevgeniy Misyulya : n'a pas terminé (→ non classé) | 400 m haies femmes - Tanya Ledovskaya - Qualification : 55 s 82 - Semifinals : 54 s 99 (→ non qualifiée) - Nelli Voronkova - Qualification : 56 s 97 (→ non qualifiée) - Tanya Kurochkina - Qualification : 57 s 28 (→ non qualifiée) Saut en longueur femmes - Anzhela Atroschenko - Qualification : 5,94 m (→ non qualifiée) - Natasha Sazanovich - Qualification : Pas de marque (→ non qualifiée) Saut en hauteur femmes - Tatyana Khramova - Qualification : 1,90 m (→ non qualifiée) Lancer du javelot femmes - Natalya Shikolenko - Qualification : 62,32 m - Finale : 58,56 m (→ 12e place) Lancer du disque femmes - Ellina Zvereva - Qualification : 62,74m - Finale : 65,64m (→ Médaille de bronze) - Ira Yatchenko - Qualification : 62,04 m - Finale : 60,46 m (→ 12e place) - Lyudmila Filimonova - Qualification : 53,30 m (→ non qualifiée) Heptathlon femmes - Natalya Sazanovich - Résultat final : 6 563 points (→ Médaille d'argent) Marathon femmes - Alena Mazouka : 2 h 36 min 22 (→ 24e place) - Natalia Galuchko : 2 h 44 min 21 (→ 50e place) - Madina Biktagirova : n'a pas terminée (→ non classé) 10 km marche femmes - Olga Kardopoltseva : 43 min 02 (→ 6e place) - Valentina Tsybulskaya : 43 min 21 (→ 8e place) - Nataliya Misyulya : 45 min 11 (→ 17e place) |

### Boxe
| Poids légers hommes (- de 60 kg) - Serguei Ostrochapkine 1. Premier tour : Perd contre Dennis Zimba (Zambie), l'arbitre arrête l'athlète au troisième round Poids super légers hommes (- de 63,5 kg) - Sergey Bykovsky 1. Premier tour : bat Besiki Wardzetashvili (Géorgie), 11-11 (décision de l'arbitre) 2. Second tour : perd contre Nordine Mouichi (France), 6-17 Poids welters hommes (- de 67 kg) - Vadim Mezga 1. Premier tour : Bat Lucas Sinoia (Mozambique), 11-6 2. Second tour : Perd contre Juan Hernández Sierra (Cuba), 2-12 | Poids lourds hommes (- de 91 kg) - Serguei Dychkov 1. Premier tour : Bat Romans Kuklins (Lettonie), 16-6 2. Second tour : Bat Garth da Silva (Nouvelle-Zélande), 12-8 3. Quart de finale : Perd contre Luan Krasniqi (Allemagne), 5-10 Poids super lourds (+ de 91 kg) - Sergei Liakhovich 1. Premier tour : Bye 2. Second tour : Perd contre Paea Wolfgramm (Tonga), 9-10 |

### Cyclisme
Course en ligne féminine
- Zinaida Stahurskaia
  - Finale : 02 h 37 min 06 (→ 14e place)

### Plongeon
| Tremplin 3 m hommes - Andrey Semenyuk - Série préliminaire : 385,32 points - Demi-finale : 202,23 points - Final : 393,33 points (→ 10e place) - Vyacheslav Khamulkin - Série préliminaire : 331,86 points (→ non qualifié, 21e place) | Tremplin 3 m femmes - Svetlana Alekseyeva - Série préliminaire : 246,27 points - Demi-finale : 200,37 points (→ non qualifiée, 14e place) |

### Gymnastique
Épreuve individuelle rythmique féminine
- Larissa Loukianenko → 7e place (38,666 points)
- Tatyana Ogryzko → 8e place (38,530 points)

### Natation
| 50 m nage libre hommes - Oleg Rukhlevich 1. Série : 23 s 12 (→ non qualifié, 22e place) - Dimitri Kalinovski 1. Série : 23 s 61 (→ non qualifié, 38e place) 100 m nage libre hommes - Oleg Rukhlevich 1. Série : 50 s 42 (→ non qualifié, 19e place) 1 500 m nage libre hommese - Sergei Mikhnovets 1. Série : 15 min 41 s 80 (→ non qualifié, 19e place) 100 m brasse hommes - Alexei Kriventsov 1. Série : 1 min 04 s 20 (→ non qualifié, 27e place) 200 m brasse hommes - Aleksandr Guko 1. Série : 2 min 17 s 49 (→ non qualifié, 20e place) | 50 m nage libre femmes - Alena Popchanka 1. Série : 27 s 18 (→ non qualifiée, 40e place) 100 m nage libre femmes - Svetlana Zhidko 1. Série : 58 s 64 (→ non qualifiée, 40e place) 200 m nage libre femmes - Inga Borodich 1. Série : 2 min 05 s 85 (→ non qualifiée, 33e place) 100 m brasse femmes - Elena Rudkovskaya 1. Série : 1 min 13 s 71 (→ non qualifiée, 33e place) 100 m papillon femmes - Natalya Baranovskaya 1. Série : 1 min 04 s 09 (→ non qualifiée, 34e place) Relais 4 × 100 m nage libre femmes - Svetlana Zhidko, Inga Borodich, Natalya Baranovskaya et Alena Popchanka 1. Série : 3 min 50 s 22 (→ non qualifiées, 15e place) Relais 4 × 200 m nage libre femmes - Svetlana Zhidko, Inga Borodich, Natalya Baranovskaya et Alena Popchanka 1. Série : 8 min 21 s 70 (→ non qualifiées, 17e place) |

### Tennis
Simple dames
- Natasha Zvereva
  1. Premier tour : Bat Sabine Appelmans (Belgique) 7-5 6-3
  2. Second tour : Bat Amanda Coetzer (Afrique du Sud) 6-1 4-6 6-2
  3. Troisième tour : Perd contre Conchita Martínez (Espagne) 2-6 5-7

### Haltérophilie
| Moins de 59 kg hommes - Viktor Sinyak Moins de 76 kg hommes - Leonid Lobachev - Oleg Kechko Moins de 91 kg hommes - Vladimir Khlud - Viktor Belyatsky Moins de 99 kg hommes - Oleg Chiritso | Moins de 108 kg hommes - Vladimir Yemelyanov - Arraché : 187,5 kg - Épaulé-jeté : 220,0 kg - Total : 407,5 kg (→ 4e place) - Gennadiy Shchekalo - Arraché : 175,0 kg - Épaulé-jeté : pas de marque - Total : pas de marque (→ non classé) Plus de 108 kg hommes - Aleksandr Kurlovich |